# Vandalismo

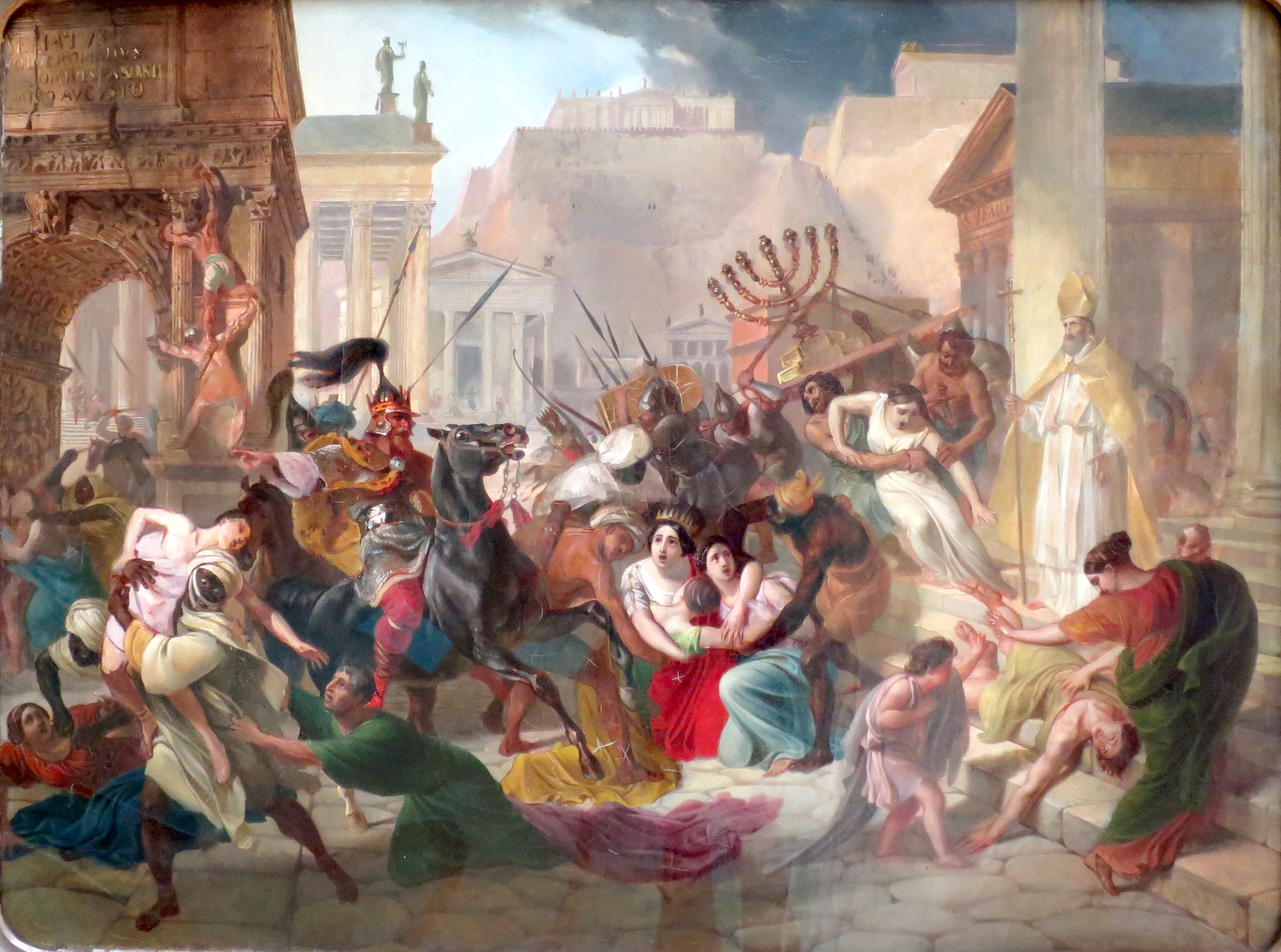
Os vândalos saqueando Roma

Vandalismo é a ação de destruir ou danificar uma propriedade alheia de forma intencional, seja esta pública ou privada, geralmente sem motivo aparente ou com o propósito de causar ruína.
O termo inclui danos à propriedade, como grafite ou pichação e desfiguração direcionada a uma propriedade sem a permissão do dono. Este comportamento era atribuído aos povos vândalos, pelos romanos, em relação a destruição cruel ou deterioração de qualquer coisa bela ou venerável.

## Etimologia

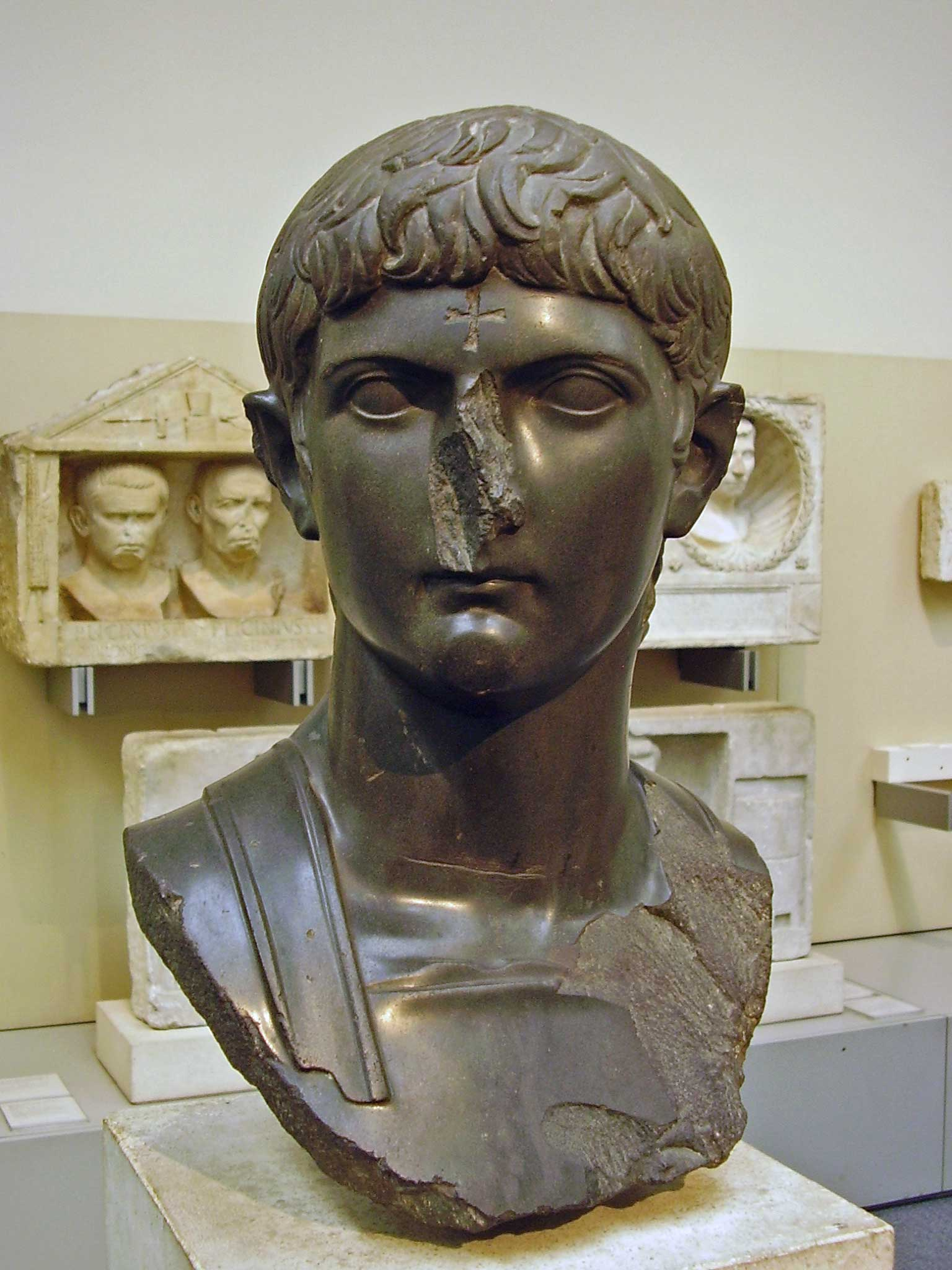
Busto de Germânico. Uma cruz foi entalhada na testa da estátua e o nariz fora arrancado.

O nome deriva do povo vândalo, um dos povos bárbaros cujas invasões e ataques ao Império Romano contribuíram para a queda deste. O termo "vandalismo" como sinônimo de espírito de destruição foi cunhado no final do século XVIII, em 10 de janeiro de 1794,  por Henri Grégoire, bispo constitucional de Blois; ele cunhou o termo e o tornou comum através de uma série de relatórios para a Convenção, denunciando a destruição de artefatos culturais como monumentos, pinturas, livros que estavam sendo destruídos como símbolo de um ódio ao passado e presente de exploração desde o "feudalismo", durante o Reino do Terror. Em seu livro Memoirs, ele escreveu: "Inventei a palavra para abolir o ato".
Historicamente, o vandalismo foi justificado pelo pintor Gustave Courbet como a destruição de monumentos que simbolizam "guerra e conquista". Portanto, muitas vezes é feito como uma expressão de desprezo, criatividade ou ambos. A tentativa de Courbet, durante a Comuna de Paris de 1871, de desmantelar a coluna Vendôme, um símbolo do passado Império autoritário de Napoleão III, foi um dos eventos de vandalismo mais celebrados. O próprio Nietzsche meditaria depois da Comuna sobre a "luta contra a cultura", tomando como exemplo o incêndio intencional do Palácio das Tulherias em 23 de maio de 1871. "A luta criminosa contra a cultura é apenas o reverso de uma cultura criminosa", escreveu Klossowski após citar Nietzsche.
Em uma proposta na Conferência Internacional para a Unificação do Direito Penal, realizada em Madrid em 1933, Raphael Lemkin considerou a criação de dois novos crimes internacionais (delicta juris gentium): o crime de barbárie, que consiste no extermínio de coletividades raciais, religiosas ou sociais e o crime de vandalismo, que consiste na destruição de obras artísticas e culturais desses grupos. A proposta não foi aceita.

## Como crime

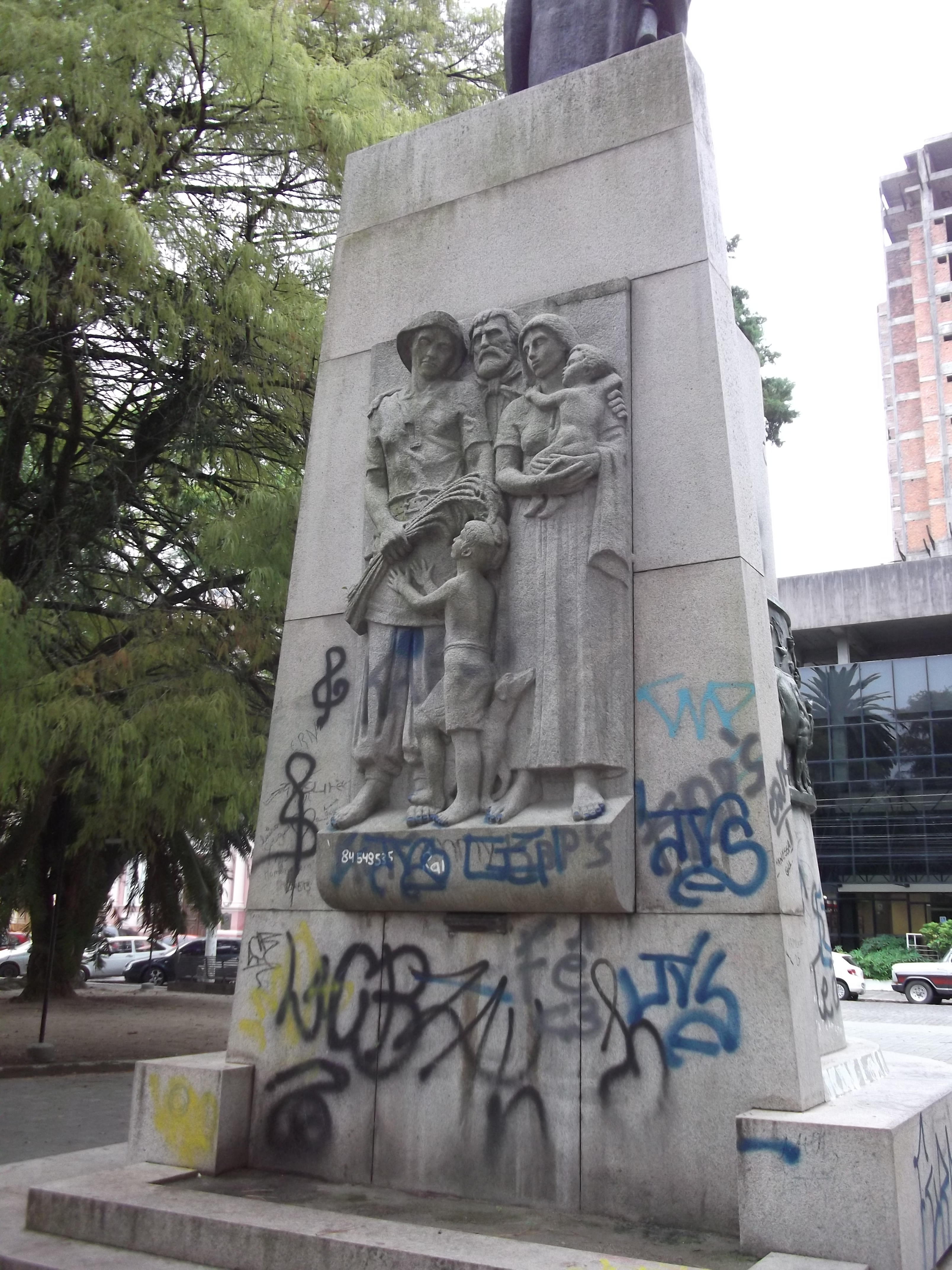
Monumento ao Coronel Pedro Osório, Pelotas, Brasil

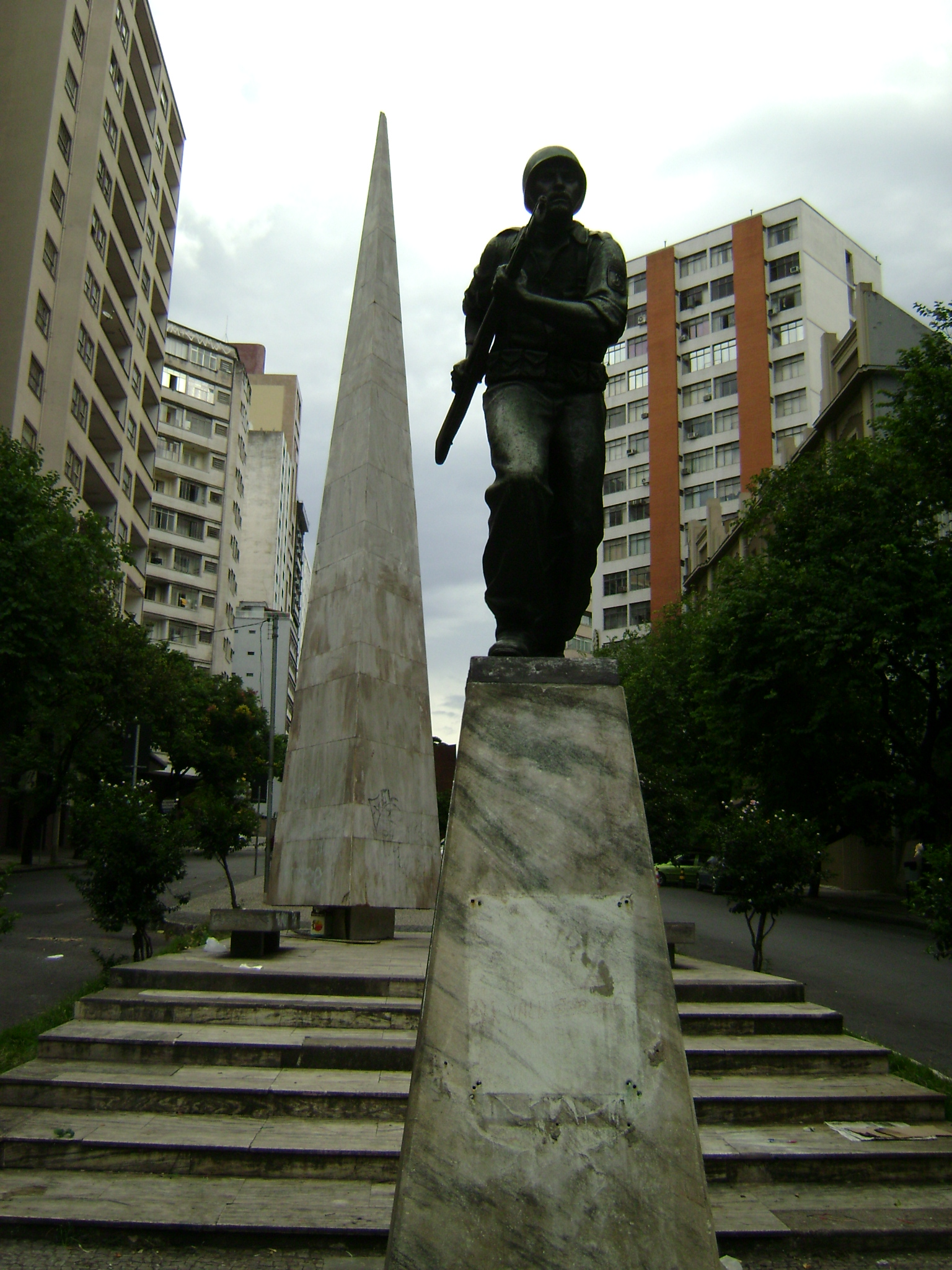
Homenagem aos praças brasileiros que lutaram na Segunda Guerra Mundial

### Político
Os ativistas podem usar a tática de destruição de patrimônio como forma de protesto, por exemplo, ao quebrar janelas de bancos, lojas e instituições governamentais e incendiando carros. Isso muitas vezes ocorre durante motins, mas também pode acontecer como um evento isolado, por exemplo, ativistas dos direitos dos animais destroem propriedades pertencente a agricultores, empresas de biotecnologia e instituições de pesquisa e libertam os animais (o que é muitas vezes referido como ecoterrorismo).

### Legislação moderna
No Brasil, a lei que pune a pichação tem base na lei de crimes ambientais:

Lei 9 605 Art. 65
"Pichar ou por outro meio conspurcar edificação ou monumento urbano: (Redação dada pela Lei nº 12 408, de 2011);
Penadetenção, de 3 (três) meses a 1 (um) ano, e multa.
§ 1° Se o ato for realizado em monumento ou coisa tombada em virtude do seu valor artístico, arqueológico ou histórico, a pena é de 6 (seis) meses a 1 (um) ano de detenção e multa.

## Desfiguração
Desfiguração é um tipo de vandalismo que envolve danificar a aparência ou superfície de algo. O objeto do dano pode ser arquitetura, livros, pinturas, esculturas ou outras formas de arte.
Exemplos de desfiguração incluem:
- Marcar ou remover a parte de um objeto (especialmente imagens, sejam elas na página, em arte ilustrativa ou como uma escultura) destinadas a prender a atenção dos espectadores
- Marcar uma capa de livro com uma lâmina
- Respingando tinta sobre uma pintura em uma galeria
- Esmagando o nariz de um busto esculpido
- Danificar ou lascar brasões esculpidos
- Alterar o conteúdo de sites e repositórios editáveis publicamente para incluir referências absurdas ou extravagantes

A iconoclastia levou à desfiguração de muitas obras de arte religiosas.